# آسبیورن برین
آسبیورن برین (نروژی: Asbjørn Bryhn) زاده ۲۴ اوت ۱۹۰۶، در درامن؛ و در گذشته ۲۱ ژانویه ۱۹۹۰، در سن ۸۳ سالگی در اسلو، یک کارشناس ارشد حقوق و یک افسر عالی‌رتبه پلیس نروژ بود.
وی در طول سالهای جنگ جهانی دوم، از اعضای فعال نهضت مقاوت ضد نازیسم بود؛ و بعد از جنگ، رهبری اولین کمیته تحقیق جنایات جنگ جهانی دوم در نروژ را بر عهده گرفت. در سال ۱۹۴۷، ریاست و تجدید سازماندهی سرویس امنیتی پلیس نروژ به وی سپرده شد و تا سال ۱۹۶۶، در این مقام باقی ماند. اما در اواخر این دوره، به دنبال اتهام اعمال نظارت غیرقانونی، بر فعالیت سیاستمداران جناح چپ مجبور به کناره‌گیری از مقام خود شد.

## پیشینه
پدر و مادر آسبیورن برین، هر دو معلم بودند و خود او نیز بعدها در سال ۱۹۳۸، با یک خانم معلم ازدواج کرد. آسبیورن برین، در سال ۱۹۳۰، با مدرکی برابر با کارشناسی حقوق از دانشگاه اسلو فارغ‌التحصیل شد. سپس تا سال ۱۹۳۲، به عنوان دستیار وکیل در اسولور، مشغول کار بود. در سال ۱۹۳۳، نخست به استخدام پلیس اسلو درآمد و بعد در مقام وکیل پلیس تا سال ۱۹۴۰، خدمت کرد. به دنبال اشغال نروژ در طی جنگ جهانی دوم، وی ابتدا به فعالیت مخفی روی آورد، اما بعد از ۲ سال، به سوئد گریخت و تا سال ۱۹۴۳، با دیگر نمایندگان دولت نروژ در تبعید همکاری کرد. سپس از سال ۱۹۴۳، تا پایان جنگ در سال ۱۹۴۵، رئیس دفتر حقوقی دولت تبعیدی نروژ در لندن بود و مقدمات دادگاه رسیدگی به جنایات جنگی را فراهم کرد.
پس از پایان جنگ و آزادی نروژ از اشغال قوای آلمان، رهبری اولین کمیته رسیدگی به جنایات جنگی در نروژ به وی محول شد. در سال ۱۹۴۷، به وی مأموریت داده شد که در مقام رئیس، سرویس امنیتی پلیس نروژ را تجدید سازماندهی کند. آسبیورن برین، تا سال ۱۹۶۶، ریاست این سازمان را بر عهده داشت. اما در دوره ریاست وی، نقش سرویس مخفی در زندگی سیاسی نروژ به تدریج به چالش کشیده شد. در پی دستگیری افرادی که به جاسوسی به نفع اتحاد جماهیر شوروی متهم شده بودند، وی در معرض اتهام اعمال نظارت غیرقانونی بر فعالیت سیاستمداران جناح چپ نروژ، قرار گرفت. یکی از دستگیرشدگان از جمله منشی سازمان اطلاعات نیروهای نظامی نروژ بود که بعداً در دادگاه، بی گناهی وی به اثبات رسید و دستگیری وی به یک رسوایی سیاسی تبدیل شد. با وجود اعاده حیثیت از متهم، آسبیورن برین، به دنبال فشار نخست‌وزیر وقت نروژ، مجبور به استعفاء از مقام ریاست در سرویس امنیتی پلیس نروژ شد و از سال ۱۹۶۷، تا آغاز بازنشستگی در سال ۱۹۷۶، در مقام رئیس پلیس در برگن مشغول کار بود.